# Lüneburger Heide

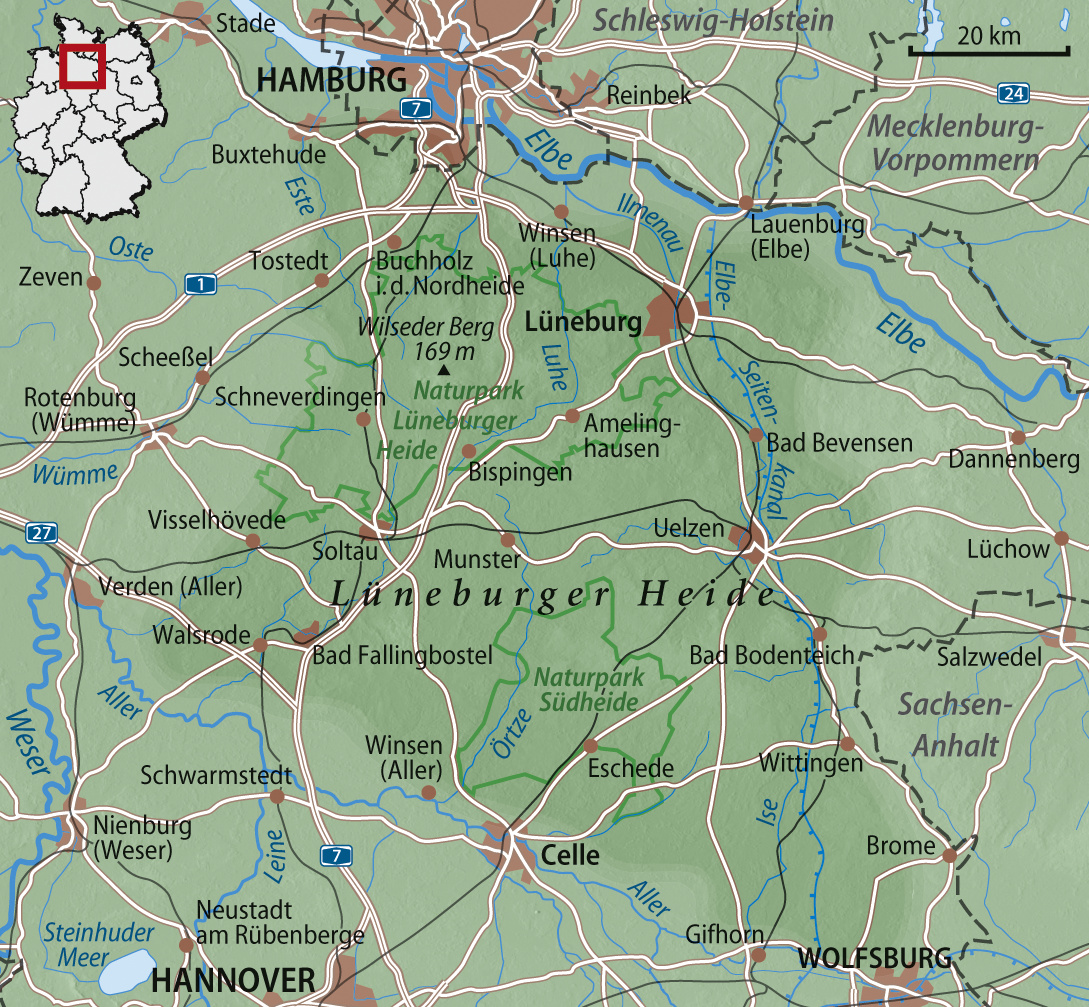
Lüneburger Heide

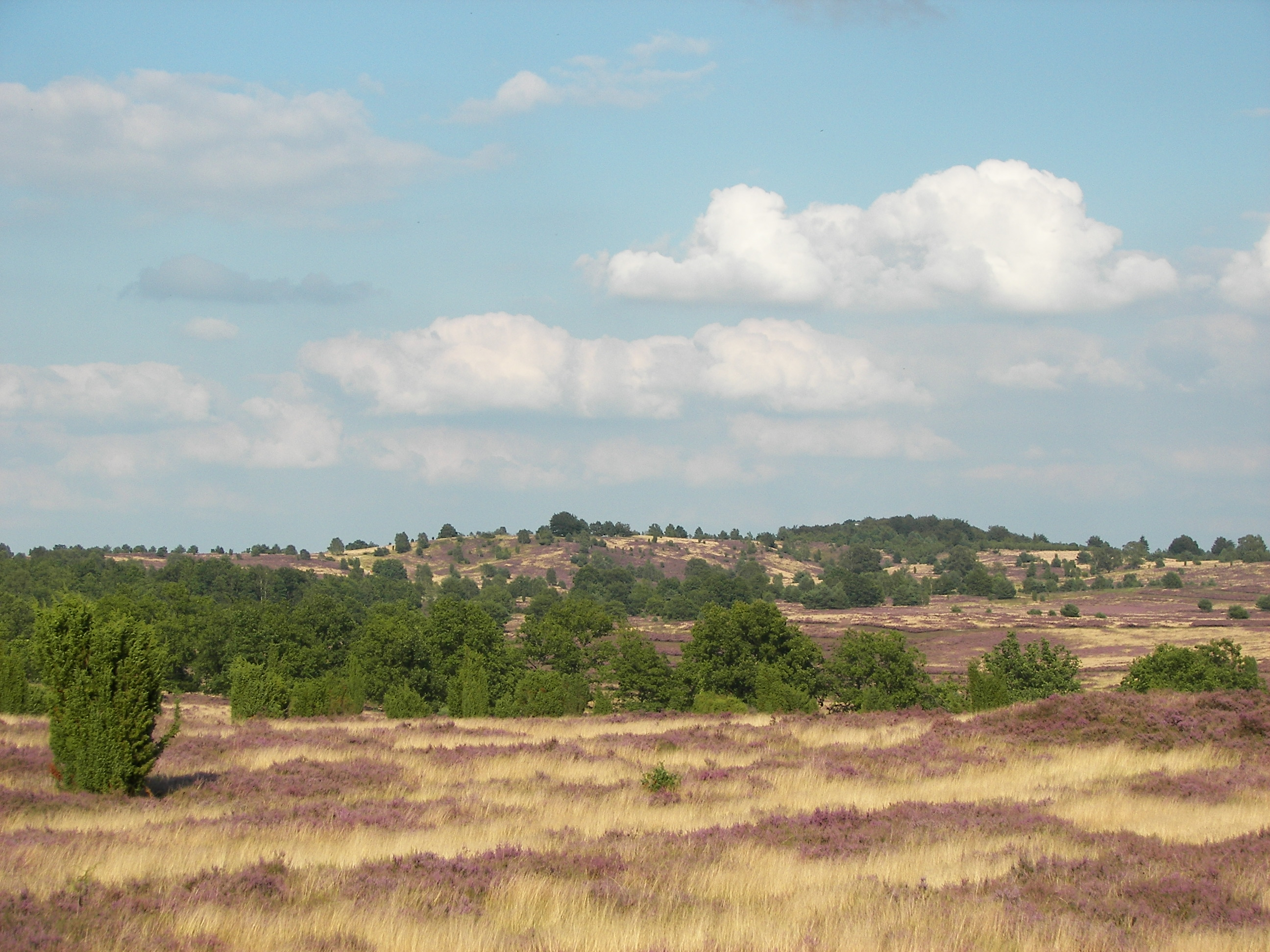

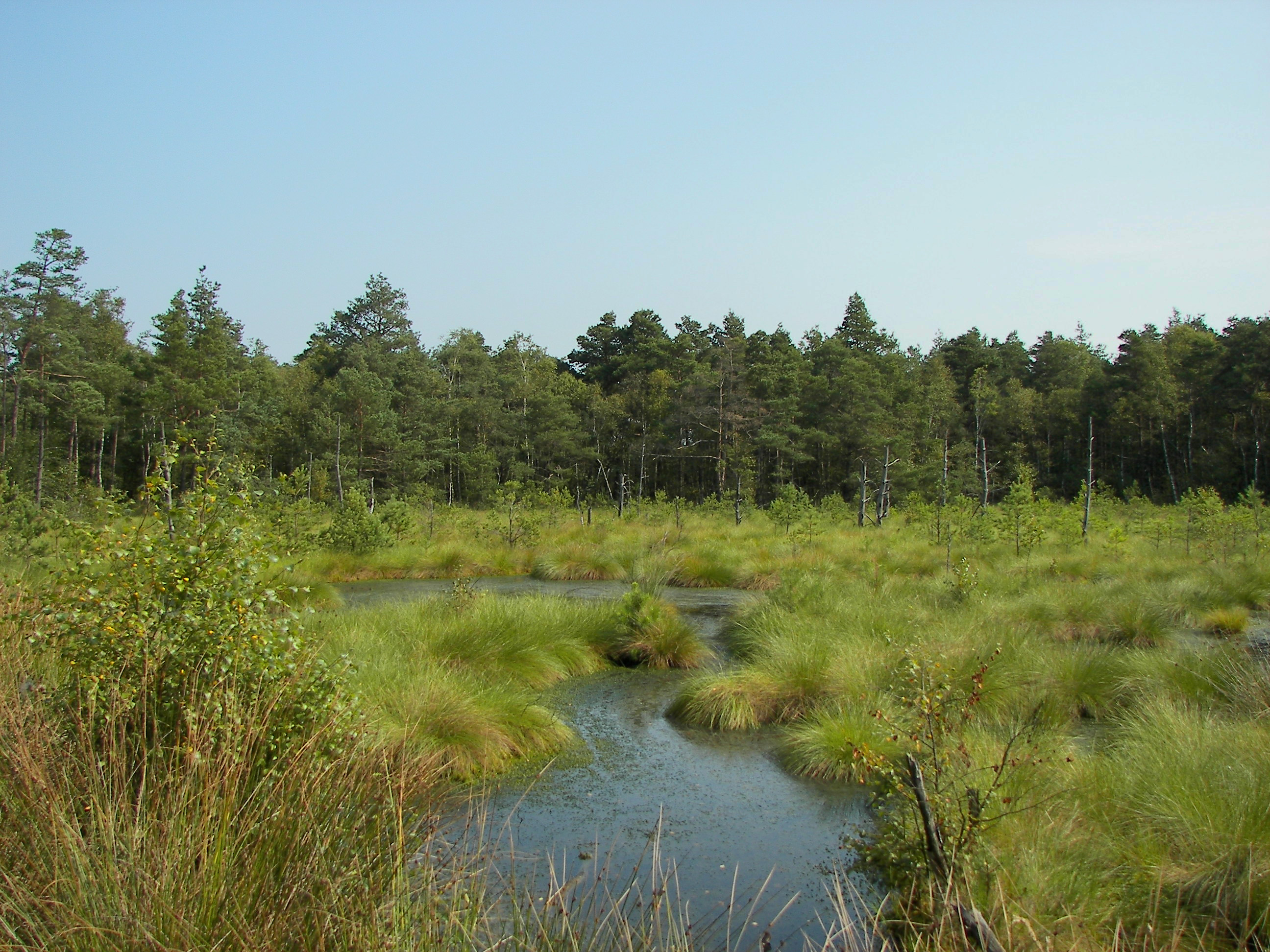

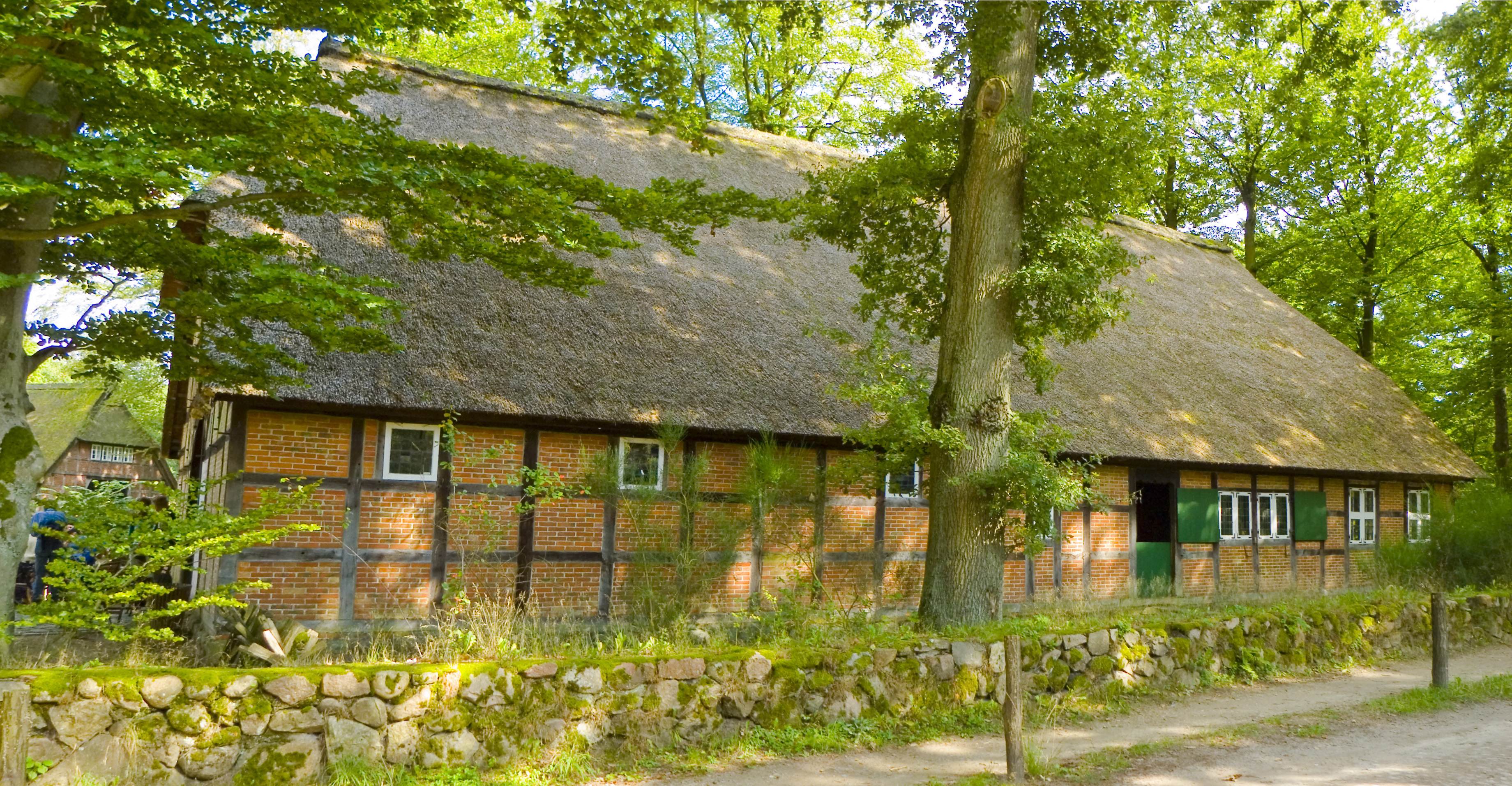

A Lüneburger Heide (lüneburgi puszta) természetvédelmi terület és natúrpark Németországban. Németország első természetvédelmi parkja volt.

## Fekvése
Németország északi részén, Hamburg, Bréma és Hannover között található.

## Földrajza
Területén egykor hatalmas gleccserek uralták a tájat, ma egyedülálló kultúrtáj; erdők, mezők, mocsarak és puszták ölelésében, amely Európában egyedülálló.
Teljes pompájában augusztus második felében látható, amikor a kis nyírfacsoportok, erdei fenyők és borókások közötti rétek tarka virágszőnyeggé alakulnak.
A civilizáció terjeszkedése miatt Wilseder Berg közelében 200 hektár területet nyilvánítottak védettnek, hogy legalább itt fennmaradhasson a Lüneburger Heide flórája és faunája.

## Települések a Lüneburger Heidén
- Behringen – régi falu a természetvédelmi park szélén, szalmatetős parasztházakkal és régi pajtákkal. A falutól 2,4 km hosszú, keskeny, de gépkocsival is járható út vezet ahhoz a természetvédelmi területhez, amelyet Wilhelm Bode alapított 1921-ben, és mely ma már mintegy húszezer hektáron terül el. A területen szépen művelt mezőgazdasági övezetek és erdők váltják egymást.

- Heber – szép szalmatetős házak láthatók itt.

- Schneverdingen – a településen évente van Heide-királynő választás.

- Niederhaverbeeck – közelében található Wilseder Berg, mely nemcsak a Heide, hanem az egész északnémet alföld legmagasabb pontja. A 109 m magas dombról jó időben Hamburg, Lüneburg és Hannover tornyai is láthatók.

- Overhaverbeck

- Buckholz in der Nordheide